# كوسوكي سايتو (1997)
كوسوكي سايتو (باليابانية: 齋藤 功佑) (16 يونيو 1997 في كاناغاوا في اليابان – )؛ هو لاعب كرة قدم سابق كان يلعب كمهاجم.

## وصلات خارجية
- كوسوكي سايتو على موقع رابطة كرة القدم اليابانية للمحترفين (اليابانية)
- كوسوكي سايتو على موقع قاعدة بيانات كرة القدم.إي يو (الإنجليزية)
- كوسوكي سايتو على موقع Soccerway.com (الإنجليزية)
- كوسوكي سايتو على موقع عالم كرة القدم.نت (الإنجليزية)